# Avril Lavigne (альбом)
| Совокупная оценка    | Совокупная оценка |
| Источник             | Оценка            |
| -------------------- | ----------------- |
| Metacritic           | 65/100            |
| Оценки критиков      |                   |
| Источник             | Оценка            |
| Allmusic             | [ 3 ]             |
| Billboard            | 82/100            |
| Entertainment Weekly | B+                |
| Santa Cruz Sentinel  | [ 6 ]             |
| Digital Spy          | [ 7 ]             |
| The Guardian Weekly  | [ 8 ]             |
| Music OMH            | [ 9 ]             |
| Edge of The Plank    | [ 10 ]            |
| Idolator             | [ 11 ]            |
| Now Magazine         | [ 2 ]             |
| Slant Magazine       | [ 2 ]             |
| Sputnikmusic         | [ 2 ]             |
| Absolute Punk        | [ 2 ]             |
| Rolling Stone        | [ 12 ] [ 13 ]     |

Avril Lavigne — пятый одноимённый студийный альбом канадской исполнительницы и автора песен Аврил Лавин. Выпущен 5 ноября 2013 года лейблом Epic Records. Альбом стал возвращением певицы на сцену после выхода Goodbye Lullaby в 2011 году. Аврил сотрудничала с такими продюсерами как Мартин Джонс, Питер Свенссон, Мэтт Сквайр и Чад Крюгер, последний является лидером канадской рок-группы Nickelback. Первым синглом альбома выбрана песня Here’s to Never Growing Up, релиз состоялся 9 апреля 2013 года. Второй сингл — композиция Rock N Roll, третий — пауэр-баллада под названием Let Me Go, записанная в дуэте с мужем певицы, Чедом Крюгером из группы Nickelback. Четвёртым синглом была выпущена песня под названием «Hello Kitty». Премьера видео состоялась 22 апреля. Пятым синглом стала песня «Give You What You Like», являющаяся саундтреком к фильму «Babysitter’s Black Book».
Альбом дебютировал на 5 месте в Billboard 200. По состоянию на июль 2014 года, было продано 850 000 копий по всему миру. Сейчас[когда?] число продаж достигло 1 000 000.

## Об альбоме
Уже через несколько месяцев после выхода альбома «Goodbye Lullaby», Аврил Лавин сообщила, что готова к работе над новым альбомом. В запасе у неё было уже 8 треков, среди них «Fine» и «Gone», которые изначально должны были войти в «Goodbye Lullaby».
Над грядущим альбомом Лавин уже успела поработать с известной продюсерской командой The Runners, Чадом Крюгером из Nickelback и Дэвидом Ходжесом, который когда-то играл в группе Evanescence, а после ухода из неё спродюсировал несколько громких хитов (среди них, например, «Because of You» Келли Кларксон).
По словам Аврил, пятый альбом будет более весёлым, чем предыдущий, и она вновь вернётся к поп-рок звучанию. Аврил активно рассказывала фанатам о творческом процессе и выкладывала фотографии из студии в своём твиттере. В начале марта 2012 года продюсеры лейбла Epic сообщили, что работа над альбомом практически завершена. В апреле 2012 продюсер L.A. Reid, ознакомившись с новым материалом Аврил, выложил следующее сообщение в свой твиттер: «Моя девочка Аврил Лавин просто поразительна и очень великолепна… а музыка? Просто волшебна!!!!». Лидер группы «Nickelback» также поведал нам о своей работе над новым альбомом совместно с Аврил Лавин. Он сказал, что у Аврил полно сюрпризов в музыкальном арсенале, начиная от рока и заканчивая более ритмичными жанрами. Он был поражён её энергией и морем талантов.
После продолжительной работы в студии, весной 2012 года Аврил сообщила в своём твиттере об окончании работы над своим пятым альбомом, и о том, что она планирует поехать во Францию и немного отдохнуть. Около двух месяцев от Аврил не было слышно новостей, но в июне, после того как певица вернулась в Лос-Анджелес, стало известно, что пластинка ещё не закончена и работа над новым альбомом будет продолжаться дальше. Об этом заявил Чед Крюгер.
В одном из интервью Аврил сказала, что записала в студии около 30 песен, однако в пятый альбом войдут только 13.
Аврил Лавин приготовила для своих слушателей несколько сюрпризов на новой пластинке. Одним из них стал дуэт со скандальным рокером Мерилином Мэнсоном (Marilyn Manson). Музыканты объединились для трека «Bad Girl», который попадёт в пятый студийный лонгплей певицы.
Помимо этого, появлялись слухи о возможном появлении в альбоме песен на французском языке, однако в итоге эта информация не подтвердилась.
В новом интервью Аврил огласила официальную дату выхода пятого альбома — 5 ноября 2013 г. Таким образом, релиз был отложен более, чем на месяц, поскольку ранее сообщалось, что пластинка выйдет 24 сентября.
Аврил Лавин отметила, что при записи некоторых треков пятого студийного альбома она чувствовала себя подростком и зрелым человеком одновременно.

## Запись
Запись альбома стартовала в ноябре 2011 года и продолжалась около двух лет. Одним из главных продюсеров выступил Чад Крюгер, фронтмен канадской рок-группы Nickelback. У Аврил и Чада завязались отношения во время записи, и они записали дуэт Let Me Go, выступившую как третий сингл из одноимённого альбома. «Мы познакомились в марте 2012, и тогда мы действительно связаны через музыку», — сказала Лавин. В конце концов, Лавин и Крюгер начали романтические отношения в июле 2012 года, а месяц спустя они обручились. Крюгер стал соавтором 10 песен на альбоме, будучи продюсером трёх, а сопродюсером четырёх. Лавин также работала с бывшим членом Evanescence Дэвидом Ходжесом, комментируя: «Мы работаем вместе около 17 дней, и мы все писали и писали. Запись альбома проходит прекрасно. Они очень талантливые музыканты, и я чувствую себя хорошо, находясь вместе с ними».
Фронтмен группы Boys Like Girls Мартин Джонсон также работал с Лавин над альбомом, записав пять песен, в том число первый сингл Here's to Never Growing Up. В интервью Billboard Лавин сказала, что она работала с Мэрилином Мэнсоном над треком под названием «Bad Girl». Она сказала о сотрудничестве: «Я сразу подумала, что его голос идеально подходит к треку, и он исполнил басовую партию. Я обожаю и ценю его как музыканта».
В интервью для 4Music Лавин призналась, что написала очень много материала, которого хватит ещё на один альбом. Такая же ситуация произошла с записью предыдущего альбома Goodbye Lullaby.

## Список композиций
| №   | Название                          | Длительность |
| --- | --------------------------------- | ------------ |
| 1.  | «Rock N Roll»                     | 3:26         |
| 2.  | «Here’s to Never Growing Up»      | 3:34         |
| 3.  | «17»                              | 3:24         |
| 4.  | «Bitchin' Summer»                 | 3:31         |
| 5.  | «Let Me Go» (feat. Чед Крюгер)    | 4:27         |
| 6.  | «Give You What You Like»          | 3:45         |
| 7.  | «Bad Girl» (feat. Мэрилин Мэнсон) | 2:56         |
| 8.  | «Hello Kitty»                     | 3:17         |
| 9.  | «You Ain't Seen Nothin' Yet»      | 3:14         |
| 10. | «Sippin' On Sunshine»             | 3:30         |
| 11. | «Hello Heartache»                 | 3:49         |
| 12. | «Falling Fast»                    | 3:13         |
| 13. | «Hush Hush»                       | 4:01         |

| №   | Название                 | Длительность |
| --- | ------------------------ | ------------ |
| 14. | «Rock N Roll (Acoustic)» | 3:24         |

| №   | Название            | Длительность |
| --- | ------------------- | ------------ |
| 15. | «Bad Repulation»    | 2:42         |
| 16. | «How You Remind Me» | 4:06         |

## Синглы
Первый сингл Аврил Лавин из её предстоящего пятого альбома — песня «Here’s To Never Growing Up». Продюсерами трека выступают David Hodges и Martin Johnson из группы Boys Like Girls, ранее работавшие над песнями Taylor Swift, Miley Cyrus и Good Charlotte. Сингл «Here’s to Never Growing Up» стал платиновым в США. Релиз сингла состоялся 9 Апреля 2013 года.
Второй сингл Аврил Лавин стала песня под названием «Rock N Roll». Продюсер песни — Max Martin. Релиз сингла состоялся 27 августа 2013 года. Второй сингл «Rock N Roll» поднялся на 24-ю строчку в США в чарте iTunes, а клип достиг 8-й позиции. В России песня расположилась на 27-м месте, в Канаде — на 12-м, в Бразилии и Гонконге — на 4-м, в Республике Маврикий и Вьетнаме — на 1-м.
Третьим синглом из альбома стала песня под названием «Let Me Go». Песня была записана в дуэте с Чедом Крюгером.
Четвёртым синглом стала песня «Hello Kitty». За три дня до выхода клипа, снятого в Японии, певица выложила в твиттере обложку сингла. Клип на песню вышел 22 апреля 2014 года.
Пятый сингл из альбома — песня «Give You What You Like». Позже также был выпущен клип на эту песню.

## Чарты
| Чарт (2013-15)                                    | Высшая позиция |
| ------------------------------------------------- | -------------- |
| Австралия (ARIA)                                  | 7              |
| Австрия (Ö3 Austria)                              | 9              |
| Бельгия/Фландрия (Ultratop)                       | 36             |
| Бельгия/Валлония (Ultratop)                       | 38             |
| Канада (Canadian Albums Chart)                    | 4              |
| Китай (Sino Chart)                                | 1              |
| Дания (Hitlisten)                                 | 31             |
| Нидерланды (Album Top 100)                        | 23             |
| Финляндия (Suomen virallinen lista)               | 37             |
| Франция (SNEP)                                    | 30             |
| Германия (Media Control)                          | 15             |
| Греция                                            | 23             |
| Венгрия (MAHASZ)                                  | 31             |
| Ирландия (IRMA)                                   | 20             |
| Италия (Classifica album)                         | 8              |
| Япония (Oricon)                                   | 2              |
| Япония (Billboard)                                | 2              |
| Мексика (AMPROFON)                                | 26             |
| Новая Зеландия (RMNZ)                             | 8              |
| Норвегия (VG-lista)                               | 19             |
| Польша (ZPAV)                                     | 28             |
| Россия (2M)                                       | 9              |
| Шотландия (OCC)                                   | 16             |
| Республика Корея (Gaon Album Chart)               | 8              |
| Республика Корея (Gaon International Album Chart) | 2              |
| Испания (PROMUSICAE)                              | 11             |
| Швейцария (Schweizer Hitparade)                   | 8              |
| Швеция (Sverigetopplistan)                        | 39             |
| Китайская Республика (G-Music)                    | 2              |
| Китайская Республика (International, G-Music)     | 1              |
| Великобритания (UK Albums Chart)                  | 14             |
| Великобритания (UK Digital Albums Chart)          | 8              |
| США (Billboard 200)                               | 5              |
| США (Billboard Digital Albums)                    | 4              |